# Корпус судна

3D-модель корпуса судна XV века

Корпус судна, корпус корабля — основная часть корабля и судна в виде водонепроницаемого и полого внутри тела обтекаемой коробчатой (для надводных кораблей и судов) или цилиндрической (для подводных лодок) формы.
Корпус судна обеспечивает плавучесть, непотопляемость, прочность, размещение вооружения и личного состава и механизмов, обусловленных назначением корабля. Корпус снабжается рулевым, якорным, швартовным, буксирным и грузоподъёмным устройствами. Внутри судового корпуса размещаются главные и вспомогательные механизмы, погреба боезапасов, жилые и служебные помещения, хранилища для запасов топлива, масел, воды, цепные ящики, помещения для перевозимой техники и грузов, а также большинство корабельных устройств. Верхняя палуба корпуса служит фундаментом для надстроек, сооружений и служебных механизмов; на неё выводятся мачты и трубы. Корпус судна характеризуется главными размерами (длиной, шириной, осадкой), формами внешних обводов, конструктивно-силовой схемой набора, применяемыми при изготовлении конструкционными материалами (стали и (или) лёгких сплавов, пластмасс, композиционных материалов и дерева). Форма корпуса судна в значительной степени определяет его прочность, мореходные и маневренные качества. [СБК 1983(12)]

## Теоретический чертёж корпуса
Теоретический чертёж корпуса полностью задаёт его внешнюю поверхность (форму), определяющую мореходные и маневренные качества корабля. На теоретическом чертеже, в трёх проекциях изображены линии пересечения (обводы) теоретической поверхности корпуса тремя взаимно перпендикулярными плоскостями, параллельными главным плоскостям проекций, имеющим нижеследующие обозначения:
Диаметральная плоскость (ДП) — продольная плоскость симметрии корпуса корабля, занимающая в нормальных условиях плавания вертикальное положение. Проекция обводов корпуса на эту плоскость называется «бок»;
Основная плоскость (ОП) — плоскость, перпендикулярная диаметральной (ДП) и проходящая через средний прямолинейный (обычно горизонтальный) участок киля. Проекция обводов корпуса на эту плоскость называется «полуширота».
Плоскость мидель-шпангоута (миделя) — поперечная плоскость, перпендикулярная диаметральной и основной и проходящая через середину расчётной длины корабля. Проекция обводов на эту плоскость называется «корпус». Пересечение диаметральной плоскости с поверхностью корпуса образует линию киля (нижняя часть), линию палубы (верхняя часть) и линии штевней (в носовой части — форштевня и в кормовой — ахтерштевня).
Кривые линии (обводы), образующиеся при пересечении поверхности корпуса плоскостями параллельными главным — диаметральной (ДП), основной (ОП) и плоскости миделя, — называются соответственно: «батоксами», «теоретическими ватерлиниями» и «шпангоутами».
Конструктивная ватерлиния (КВЛ) — одна из теоретических ватерлиний, по которую должен погружаться проектируемый надводный корабль при нормальном проектном водоизмещении. Положение КВЛ определяет деление корпуса корабля на надводную и подводную части.
Носовой и кормовой перпендикуляры — перпендикуляры к основной плоскости, проведенные через точки пересечения конструктивной ватерлинии с линиями штевней.
Длина корабля по КВЛ (Lквл) — расстояние между носовым и кормовым перпендикулярами.
Теоретический мидель-шпангоут — шпангоут, расположенный посередине между носовым и кормовым перпендикулярами (для корпуса транспортного судна), или в плоскости наиболее широкого поперечного сечения корпуса (наибольшей ширины корпуса)- для корпуса быстроходного судна (без «цилиндрической вставки»)

## Конструкция корпуса

### Конструкция корпуса надводного судна
Корпус надводного судна состоит из набора (остова), обшивки, палуб, платформ, внутреннего дна, продольных и поперечных водонепроницаемых переборок. Листы обшивки совместно с балками набора образуют соответствующие перекрытия: бортовые, палубные, переборочные, днищевые. Наличие палуб и переборок зависит от назначения корабля, но остов и обшивка являются обязательными элементами каждого корпуса.

#### Набор корпуса

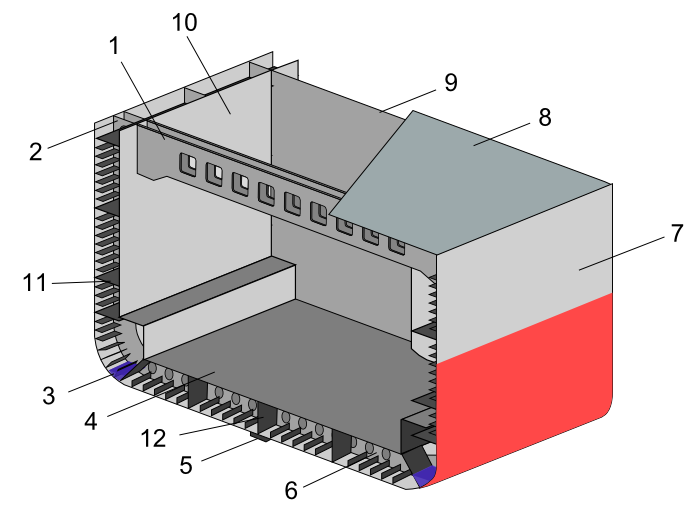
Продольный набор

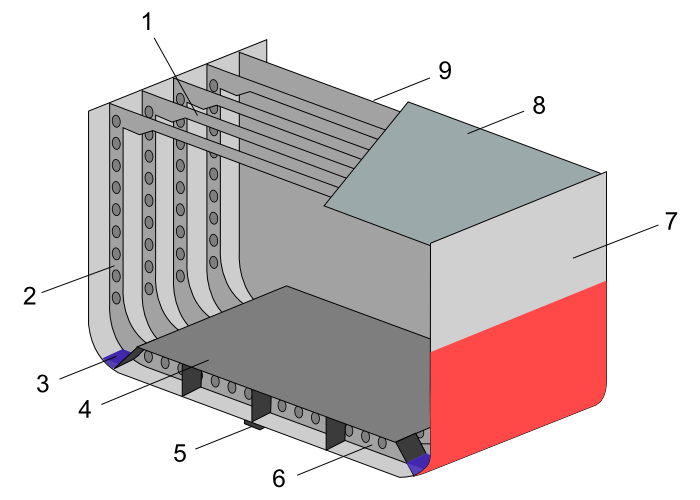
Поперечный набор

Набор корпуса судна — система жёстко связанных между собой продольных, поперечных и вертикальных балок различной конструкции, к которым крепятся наружная обшивка и настил палубы. Основной продольной связью набора корпуса является киль — стальная балка или прочная коробка, проходящая вдоль корпуса по его диаметральной плоскости.
Различают три системы набора корпуса (в зависимости от направления главных балок относительно корабля):
1. поперечная;
2. продольная;
3. продольно-поперечная (или бракетная[2]), которая в свою очередь делится на:

- смешанную — расстояния между продольными и поперечными балками примерно равны;
- комбинированную — днище и палубы выполняются по продольной системе, а борта по поперечной.

Первая система используется при строительстве небольших морских судов, вторая — при строительстве нефтеналивных судов, последняя — при строительстве военных кораблей и крупных морских судов.
При использовании поперечной системы набора балки главного направления идут поперёк корабля. Они состоят из шпангоутов по бортам (2), флоров (6) по днищу и бимсов (1) под палубой. Шпация, или расстояние между осями двух соседних шпангоутов, при подобной системе набора составляет 45-60 см. Число продольных балок, используемых при поперечной системе набора и выступающих в роли перекрёстных связей, невелико и обычно не превышает 3−5 (вертикальный киль (5), стрингера).
В продольной системе набора главные (неразрезные) балки проходят вдоль корабля и состоят из большого числа стрингеров, идущих непрерывно по днищу (3) и бортам (11), продольных бимсов под палубами, большого количества простых продольных балок, расположенных по днищу, бортам и верхней палубе (между стрингерами и продольными бимсами). При этой системе набора шпангоуты делаются из мощных рам со шпацией 1,5−2,5 м, разрезанных в местах пересечения с продольными связями.
При смешанной системе набора днище и палуба изготовляются по продольной системе, а борта и оконечности по поперечной.

#### Набор днища
Набор днища состоит из взаимно пересекающихся продольных (киль, днищевые стрингеры) и поперечных связей (флоры). Основной продольной связью днищевого набора является киль, который проходит по всей длине корабля, совпадая с его диаметральной плоскостью. В оконечностях корабля киль соединяется со штевнями: с форштевнем — в носовой оконечности и с ахтерштевнем — в кормовой.
Днищевые стрингеры представляют собой продольные балки, идущие параллельно килю, и вместе с ним обеспечивающие продольную прочность корпуса.
Флоры представляют собой поперечные балки, часть шпангоутной рамы. На кораблях с двойным дном флоры бывают непроницаемыми (выполненными из сплошных листов) и проницаемыми (имеющими вырезы для облегчения веса).

#### Набор борта
Набор борта состоит из бортовых стрингеров и шпангоутов. Для уменьшения размаха корабля при бортовой качке к бортам приделываются боковые кили различных конструкций. Они выполняют также роль продольных связей и, как правило, по ширине не выходят за габариты корпуса.
В месте соединения борта и палубы проходит продольная внутренняя балка — ватервейс. Для защиты корпуса от касания причала, пала, другого судна или предмета снаружи вдоль борта может устанавливаться привальный брус (один или несколько параллельно). В зависимости от конструкции, привальные брусья могут придавать корпусу дополнительную жесткость.

#### Набор палубы
Набор палубы состоит из системы пересекающихся поперечных (идущих от борта к борту) и продольных бимсов, карлингсов и полубимсов. Для придания жесткости палубным закрытиям (люки, горловины) вокруг них под палубами ставят продольные, поперечные, или кольцевые балки (карлингсы). Полубимсами называют бимсы, которые идут не по всей ширине корпуса, а от борта до карлингса трюма, люка или шахты. Если на палубе располагаются тяжёлые местные грузы (артиллерия, палубные механизмы и т. п.), то под ними в межпалубных пространствах ставят постоянные или съёмные пиллерсы (вертикальные стойки). Для сообщения с теми из помещений, которые располагаются ниже палуб, в палубах делаются отверстия — люки (круглой, овальной или прямоугольной формы). Для того чтобы в люки не попадала вода, люки по их периметру над палубой окаймляются водонепроницаемыми листами (комингсами) и закрываются крышками. Крышки люков имеют задрайки и уплотнения (для обеспечения водонепроницаемости). Движение экипажа корабля через люки осуществляется при помощи наклонных или вертикальных трапов. Первые имеют поручни, вторые, как правило, устанавливаются в шахтах, у выходов из машинно-котельных отделений (МКО) и погребов боезапасов.

#### Наружная обшивка и переборки
Наружная обшивка корпуса состоит из бортовой и днищевой секций. Она представляет собой водонепроницаемую оболочку, отделяющую внутренние помещения корпуса корабля от воды, а также обеспечивает продольную и поперечную прочность корабля. Непотопляемость и прочность корпуса обеспечивают продольные и поперечные (в зависимости от расположения) переборки. Переборки выполняются водонепроницаемыми (для обеспечения непотопляемости), или проницаемыми (для обеспечения прочности корпуса).

#### Нос судна
Может иметь бульб, каплевидное образование в носовой подводной части обшивки корпуса корабля, предназначенное для снижения волнового сопротивления (до 5 %) при его движении; на боевых кораблях в полости бульба, как правило, размещается гидроакустическая станция.

#### Шахты и корабельные системы
Шахты представляют собой вертикальные трубы специальной конструкции, круглого или четырёхугольного сечения, которые проходят через междупалубные пространства. Обычно шахта, выходящая на верхнюю палубу, имеет горловину с водонепроницаемой крышкой на барашках или задрайках.
Корабельные системы располагаются внутри корабельного корпуса и представляют собой совокупность трубопроводов с арматурой и механизмами, либо кабелей с электроарматурой, служащие для перемещения внутри корабля различных жидкостей и газов (паро́в) и/или энергии, обеспечивающих ход, живучесть корабля и другие виды деятельности. В состав корабельных систем входят: топливная, электро-энергетическая, противопожарная, затопления и орошения погребов боезапасов, креновая и дифферентовочная, водоотливная, осушительная, вентиляции, отопительная, питьевой, мытьевой и забортной воды, сточно-фановая и другие.